# كاترين دي بارتيناي
كاترين دي بارتيناي (بالفرنسية: Catherine de Parthenay)، كانت نبيلة فرنسية وعالمة رياضيات وفيلسوفة وشاعرة وكاتبة مسرحية ومترجمة. درست مع عالم الرياضيات فرانسوا فييت واعتبرت واحدة من أذكى النساء في ذلك العصر. تزوج دي بارثيناي مرتين، الأولى من البارون البروتستانتي شارل دي كيلينيك. خلال السنوات الأربع من زواجهما، كان كيلينيك بعيدًا في كثير من الأحيان، وورد أنه أهان شرف زوجته. بعد أن طلبت الدعم من جان دالبريت، ملكة نافارا، اختطفها زوجها وسجنها في قلعة في بريتاني. أثناء فترة احتجازها، أبلغت والدتها دوق أنجو (الملك المستقبلي هنري الثالث)، ووالدته كاثرين دي ميديشي، وفي النهاية الملك تشارلز التاسع طلبًا للمساعدة. توفي كيلينيك بعد فترة وجيزة. تزوجت لاحقًا من رينيه الثاني، فيكونت روهان.
وُلدت دي بارثيناي في عائلة من الهوغونوتيين المتحمسين، ودعمت زوجها خلال الحروب الدينية الفرنسية، وخسرت كليهما في المعارك. تبعت ابنيها هنري وبنجامين إلى ساحة المعركة وربما كانت حاضرةً عند توقيع مرسوم نانت (1598). كانت شخصية رئيسية في حصار لاروشيل الشهير، ما قاد لسجنها من قِبل الجيش الكاثوليكي مع ابنتها آن دي روهان في دونجون دي نيور. وُصفت بأنها «آخر بطلة عظيمة في حركة الإصلاح الفرنسية».
عبرت دي بارثيناي من خلال مسرحياتها السياسية، على شكل باليه وهجاء، عن آرائها حول قضية الهوجوينوت وكانت جريئة في انتقادها لهنري الرابع ملك فرنسا. وانتقدته بسبب تحوله إلى الكاثوليكية وصداقته مع خصومه الكاثوليك السابقين.
كان ابناها وابنتها آن أيضًا من الهوغونوتيين المتشددين. أصبح هنري الثاني، دوق روهان، زعيمًا لحزب الهوجوينوت. اعتبرت آن وكاثرين دي بارثيناي «ماهرة في المناورة السياسية وشجاعة في الدفاع عن البروتستانتية».
قامت بترجمة أعمال يونانية إلى اللغة الفرنسية، بما في ذلك تعاليم دومينيك التي كتبها إيسقراط.

## بداية حياتها
وُلدت كاثرين دي بارثيناي في 22 مارس 1554 في شاتو دو بارك سوبيز، وهي ابنة أنطوانيت دوبيتير وجان الخامس من بارثيناي. قاتل والدها، الذي كان بعيدًا خلال معظم طفولتها، في الحروب الدينية تحت قيادة لويس الأول أمير كوندي أو كان يعمل في بلاط تشارلز التاسع ملك فرنسا. توفي في 1 سبتمبر 1566.
كان أفراد عائلة دي بارثيناي من الهوجوينوت الأثرياء، وبما أن دي بارثيناي كانت الطفلة الوحيدة لوالديها، فقد كانت الوريثة الوحيدة. كانت حفيدة ميشيل دي سوبون وابنة أخت آن دي بارثيناي.
في سن مبكرة، أبدت اهتمامًا بعلم التنجيم وعلم الفلك. قامت والدتها، أنطوانيت دوبيتير، بتعيين فرانسوا فييت، مدرس الرياضيات السابق، كمدرس لابنتها. شارك فييت في تأسيس الجبر الحديث. كانت والدتها راعيته. قامت فييت بتدريس كاثرين الجغرافيا والاكتشافات الحالية والمعرفة الكونية والرياضيات. أصبحت عالمة رياضيات. كانت دي بارثيناي امرأة ذكية وثرية وجذابة.

## الزواج والأبناء
تزوجت دي بارثيناي من تشارلز دي كيلينيك عام 1568 (عندما كان عمرها نحو 14 عامًا). كان بارون بونت لابي، بريتاني، فرنسا. حارب كيلينيك في معركة جارناك (13 مارس 1569) حيث أخذه الجيش الكاثوليكي أسيرًا. هرب وقاتل بعد ذلك تحت قيادة رينيه روهان (فيكونت روهان المستقبلي). أصيب بجرح شديد في الفك وعاد إلى موشامب حيث وجد أن زوجته هربت إلى لاروشيل.
علمت دي بارثيناي من خدمها أن كيلينيك لم يكن شريفًا معها. علمت من التحدث إلى تيودور دي بيز وجين دالبريت، ملكة نافار، أن الوضع كان سببًا لإنهاء الزواج. وعد كيلينيك الملكة بأنه سيقوم بواجبه الزوجي. بدلًا من ذلك، قام بسجن زوجته في قلعة في بريتاني.
في 6 سبتمبر 1570، قبل اختطافها بفترة قصيرة، كتبت رسالة إلى والدتها. قالت فيها إنها أُخذت رغمًا عنها ولم تتمكن من تقديم الرعاية التي أرادت تقديمها لوالدتها المريضة. ذكرت أنه «في عشية حفل زفافي وأنني كنت كذلك منذ ولادتي». قام دي بارثيناي بتسريب الرسائل من القلعة. كتبت بالحبر غير المرئي من عصير الحمضيات وباللغتين اليونانية واللاتينية لوالدتها أنطوانيت دوبيتير ومعلمها السابق. تواصلت والدتها مع دوق أنجو (الملك المستقبلي هنري الثالث (1574–1589)) ووالدته كاثرين دي ميديشي طلبا للمساعدة. وقفا إلى جانب كيلينيك، لكنهما رفضا احتجازها. كتبت أوبيتير إلى الملك تشارلز التاسع وعرضت القضية على المجلس الأكبر في 11 سبتمبر 1571، وبعد ذلك تمت إحالتها إلى مجالس الأطباء والقضاة.
في 23 أغسطس 1572، اندلعت مذبحة عيد القديس بارثولوميو، والتي قاتل خلالها كيلينيك للدفاع عن غاسبار الثاني دي كوليجني، لكنه توفي ليلًا. أصبحت دي بارثيناي أرملة في سن 18 عامًا. نُهب منزل دي بارثيناي، لكن نبلاء الملك أنقذوا أثاثها وحياة والدتها ونفسها. كتبت الأرملة الشابة كلمات تأبين لزوجها وكوليجني بعد وفاتهما، لكنها فُقدت. في العام التالي ذهبت إلى مدينة لاروشيل البروتستانتية بحثًا عن الأمان بعيدًا عن المذبحة.

### رينيه الثاني، فيكونت روهان
تودد رينيه روهان إلى دي بارثيناي، وأراد أن يتزوجها، لكنها لم تقبل حتى يحصل على لقب وميراث. كان لديه أخ أكبر توفي في وقت ما، ورث رينيه ثروة عائلة روهان وحصل على لقب فيكونت روهان. تزوج دي بارثيناي وروهان عام 1575 في حفل خاص. حصلت على لقب فيكونتية وأميرة روهان بعد زواجهما.
شمل أطفالها:
1. رينيه، الابن الأول الذي توفي عندما كان صغيرًا.
2. هنرييت دي روهان (توفيت عام 1629)، الابنة الكبرى، كانت مع والدتها أثناء حصار لاروشيل، ونتيجة لعدم توفر الطعام في نهاية الحصار، أكلت دي بارثيناي وبناتها جلد عربتهم. بعد انتهاء الحرب، نُفيت إلى شاتو دو بارك في بواتو. لم تتزوج هنريتا قط.
3. هنري الثاني، دوق روهان (1579–1638)، تزوج من مارغريت دي بيتون، الابنة الكبرى لماكسيميليان دي بيتون، دوق سولي، في 7 فبراير 1605، بعد عامين من تعيينه دوقًا ونظيرًا لهنري الرابع. في عام 1605، قبل هنري الرابع زواج هنري دي روهان ومارغريت دي بيتون (10 أعوام)، ومنحهما 20 ألف كرونة. أصبح هنري زعيم حزب هوجوينوت وآخر زعيم في عهد لويس الثالث عشر. تزوجت ابنته الكاثوليكية مارغريت دوقة روهان من هنري شابوت الذي أخذ اسم روهان وأسلحته. كانت مارغريت الوريثة الوحيدة لثروته وثروة زوجته. قاد هنري جيش الملك في فالتيلين، وتوفي متأثرا بجراح خطيرة.
4. كاثرين دي روهان (توفيت عام 1607) - نظمت كاثرين بوربون، عرابتها وأخت الملك، زواجها من جون الثاني، دوق دوكس بونتس. زار الدوق هنري الرابع في ميتز، حيث تزوج الزوجان. توفيت بوربون بعد فترة وجيزة. توفيت كاثرين أثناء الولادة عام 1607، بعد ثلاث سنوات من زواجها. كانت سلفًا للعديد من المشاهير، من بينهم الملكة إليزابيث الثانية.
5. بنيامين، دوق سوبيز (1583–1642). كان مدافعًا شرسًا عن القضية البروتستانتية. أصبح دوق فرونتيناي. عندما أصبح من الواضح أن الهوغونوتيين لن ينتصروا على الكاثوليك، هرب بنيامين إلى إنجلترا، حيث توفي عام 1642. لم يتزوج بنيامين قط.
6. آن دي روهان، (1584–1646) كانت كاتبة وامرأة ذات نفوذ في النضال في سبيل الكالفينية، «كانت نساء روهان معروفات ببراعة المناورة السياسية والشجاعة في الدفاع عن البروتستانتية». لم تتزوج آن قط.

كان روهان ودي بارثيناي من المؤيدين النشطين والشجعان للهوغونوتيين وحاربا الجيش الكاثوليكي طوال الحروب الدينية الفرنسية. عند الحاجة، لجأت دي بارثيناي وأطفالها إلى لاروشيل. توفي زوجها في لاروشيل في 27 أبريل 1586 متأثرًا بجراحه التي أصيب بها أثناء المعركة.
كانت بنات دي بارثيناي ضمن موكب الترحيب بماري دي ميديشي في عام 1600.